# Riekoperla occidentalis
Riekoperla occidentalis är en bäcksländeart som beskrevs av Hynes och Bunn 1984. Riekoperla occidentalis ingår i släktet Riekoperla och familjen Gripopterygidae. Inga underarter finns listade i Catalogue of Life.